# Alicia Miyares
Alicia Miyares Fernández (Arriondas, Astúries; 30 d'abril de 1963) és una filòsofa i escriptora feminista destacada pels seus treballs sobre igualtat i política, educació i drets de ciutadania. Doctora en Filosofia per la Universitat d'Oviedo. Des de desembre de 2020 és professora en la UNED en el Departament de Filosofia Moral i Política.

## Biografia
Nascuda a Arriondaas, va estudiar Filosofia i Lletres a la Universitat d'Oviedo, on es llicencià el 1986 i es doctorà el 1990 amb una tesi sobre La filosofía de Nietzsche, dirigida per Amelia Valcárcel. De 1993 a 1995 va ser cap de gabinet de la Conselleria d'Educació i Cultura del Govern d'Astúries amb Amelia Valcarcel al capdavant de la conselleria. En 2006 va traslladar la seva residència a Madrid i es va incorporar com a consellera tècnica a la Unitat d'Igualtat "Dona i Ciència" del Ministeri d'Educació i Ciència (2006-2008). De 2008 a 2011 va ser assessora del gabinet de la vicepresidenta primera del Govern (2008-2011) amb María Teresa Fernández de la Vega. De 2012 a 2020 va ser professora d'ensenyament secundari. Des de desembre de 2020 és professora en la UNED en el Departament de Filosofia Moral i Política.També és integrant del Consell Rector de l'Institut Asturià de la Dona i secretària de l'Associació Espanyola de Filosofia María Zambrano.

## Pensament
Les seves línies de recerca són els aspectes socials, polítics i morals del segle xix  i la seva repercussió en la història del feminisme; el feminisme com a filosofia política i la democràcia actual i el seu perfeccionament.
Especialista en polítiques d'igualtat i participació política, forma part del projecte de recerca El camí cap a la paritat, de la Universitat d'Oviedo. Ha publicat nombrosos treballs sobre la representació política de les dones en les institucions i les repercussions de l'aplicació de les quotes en els partits polítics, demostrant amb xifres com els canvis impedeixen a les diputades consolidar el lideratge en els seus grups i com ―denúncia Miyares― «els homes són insubstituïbles i les dones són intercanviables».
En "La paritat com a dret" (2007) on analitza la situació del Congrés de Diputats en les seves primeres set legislatures.
Miyares argumenta el caràcter eminentment democràtic de la paritat com a principi d'igualtat i recorda que per poder parlar de democràcia plena no sols han de complir-se els criteris de vot individualitzat, diversitat de partits i períodes electorals, sinó corregir també les fallades de representativitat.
La paritat garanteix el dret civil de les dones a ser electes i també a representar políticament la ciutadania. No és una concessió a la representativitat de les dones que depengui del voluntarisme dels partits polítics, és un dret que no pot ser alterat depenent de les circumstàncies polítiques exactament igual que el dret al vot i, per això, ha de ser registrat com un dret constitucional de les dones.
L'any 2003 publica Democracia feminista on proposa una democràcia feminista que pugui reemplaçar els dos models democràtics operants a Occident (la democràcia liberal i la democràcia social). Per a Miyares, el liberalisme no pot tenir en compte la dona perquè la seva idea de la persona es basa en la propietat i el marxisme no considera  la dona com una classe social. Intenta reconciliar la llibertat i la igualtat en declarar que per a un feminisme polític una defensa de la igualtat ha de ser al mateix temps una defensa de la llibertat, i que tota igualtat és llibertat mentre que tota desigualtat és una falta de llibertat. Defensa que el feminisme és una teoria política amb el mateix sentit de transformació de la realitat que van tenir el liberalisme i la socialdemocràcia.
Un altre dels focus de treball de Miyares és la incidència de la religió en els drets de les dones. Denuncia que la religió se sustenta en valors predemocràtics (la fe, l'esperança i la caritat) premisses des de la qual no es pot organitzar una societat democràtica.

### Ventres de lloguer
Alicia Miyares ha expressat en múltiples ocasions la seva opinió sobre ventres de lloguer també conegut com a gestació subrogada. La filòsofa expressa el seu pensament sobre aquest assumpte fonamentant-se en el feminisme.
Al costat d'altres filòsofes i constitucionalistes, com Amelia Valcárcel i Victoria Camps, entre d'altres, i amb el suport d'una part del moviment feminista, s'uneix a la veu del manifest No somos vasijas l'any 2015, on es reivindica que la dona no ha de ser tractada com una 'fàbrica de productes' per a tercers i, més enllà, es condemnen els lligams dels que, després de signar un contracte, és víctima la dona i la seva manca de potestat sobre les decisions preses al voltant de la vida de la nena o el nen, entre moltes altres coses. A aquest moviment s'han sumat també les filòsofes Ana de Miguel, Alicia Puleo o la sociòloga Soledad Murillo.

## Activisme i controvèrsies

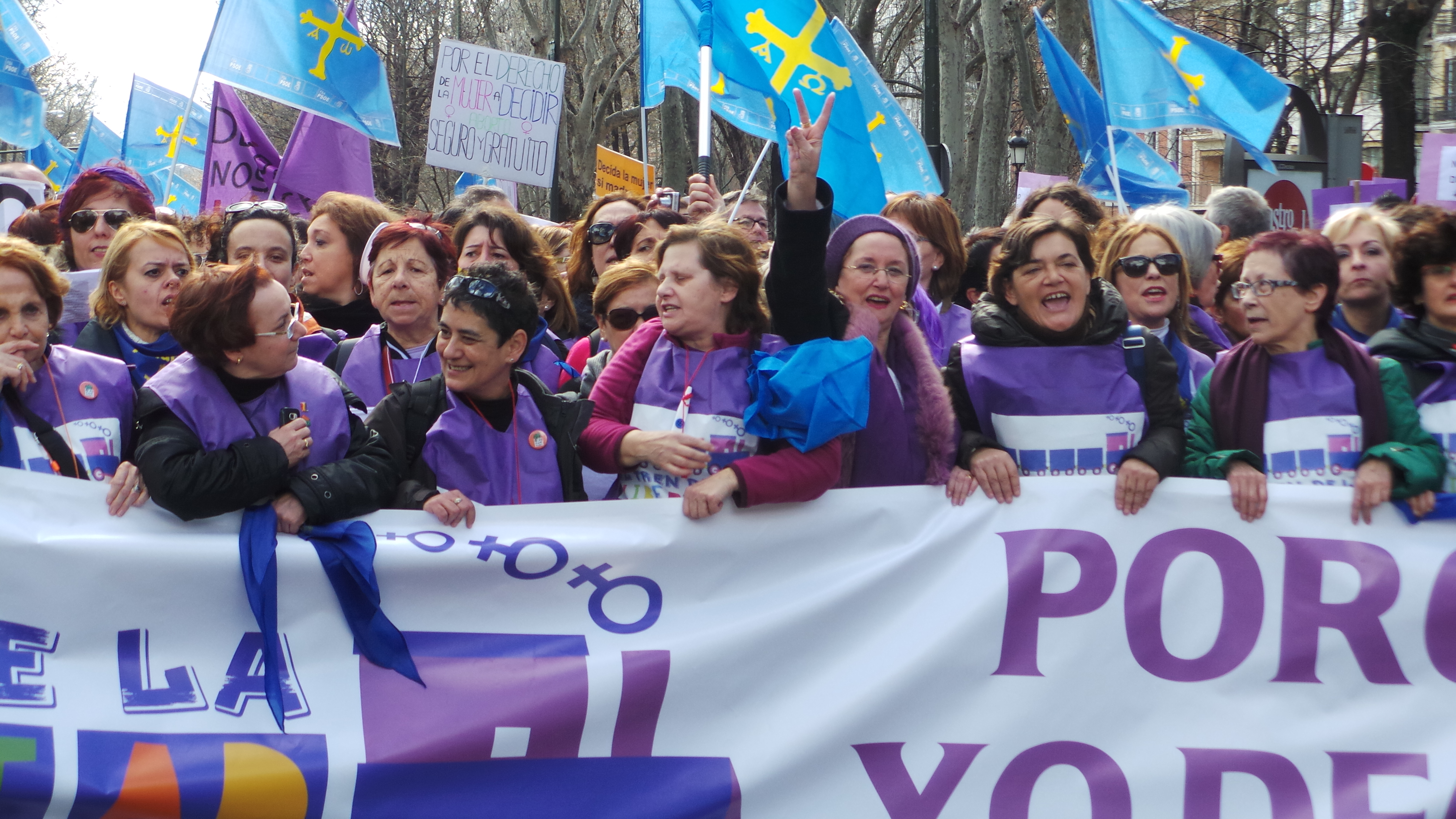
Alicia Miyares en la manifestació de "El Tren de la Llibertat"; 1 de febrer de 2014.

En la seva trajectòria ha combinat la teoria amb l'activisme polític.
Va ser autora del manifest Perquè jo decideixo lliurat en el Congrés de Diputats durant la manifestació del Tren de la Llibertat  organitzada a Madrid l'1 de febrer de 2014 en contra dels canvis de la llei de l'avortament a Espanya que defensava el ministre Gallardón. Per aquest text, va ser reconeguda en 2016 amb el premi Comadres d'Or especial per la Tertúlia Feminista les Comadres.
Des de 2019 ha realitzat diferents intervencions públiques en contra de la llei trans espanyola, així com comentaris polèmics sobre les persones trans. Ha estat citada habitualment com una de les cares visibles del feminisme TERF a Espanya, el qual considera que les dones trans no són dones i no han de formar part del moviment feminista.

## Publicacions

### Capítols de llibres
- 2016: Sin género de dudas. Rosa María Rodríguez Magda (ed.), Biblioteca Nueva, 2015. La revancha del patriarcado, pp. 115-135.
- 2012: «Modelos de democracia», en Roberta Johnson y María Teresa de Zubiaurre (coordinadoras): Antología del pensamiento feminista español: (1726-2011), 2012, ISBN 978-84-376-3000-7.
- 2011: «Laicismo: mujeres, Iglesia católica y educación», en Aprender sin dogmas: enseñanza laica para la convivencia, Europa Laica, ISBN 978-8493755263.
- 2008: «Educación y sexualidad», en Rosa Cobo Bedía (coord.): Educar en la ciudadanía: perspectivas feministas, ISBN 978-84-8319-346-4.
- 2008: «Democracia participativa, ciudadanía de las mujeres y paridad», en Hacia una agenda iberoamericana por la igualdad, ISBN 978-84-323-1358-5.
- 2006: «Multiculturalismo, coeducación y ciudadanía», en Rosa Cobo (coord.): Interculturalidad, feminismo y educación. La Catarata.
- 2005: «El sufragismo», en Celia Amorós y Ana de Miguel (coord.): Sufragismo y teoría feminista, de la Ilustración a la globalización I, Minerva, ISBN 8488123531.
- 1994: «El sufragismo» en Celia Amorós (coord.): Historia de la teoría feminista, Instituto de Investigaciones Científicas.

### Llibres
- 2003: Democracia feminista, Cátedra.
- 2002: Nietzsche o la edad de la comparación, Trabe.
- 2021: Distopías patriarcales. Análisis feminista del "generismo Queer", Cátedra ISBN 978-84-376-4201-7
- 2022: Delirio y misoginia trans: Del sujeto transgénero al transhumanismo, Catarata.

### Articles
- 2011: «Derechos sexuales y reproductivos de las mujeres en América Latina», en la revista Pensamiento iberoamericano, n.º 9, 2011 (ejemplar dedicado a feminismo, género e igualdad). ISSN 0212-0208.
- 2008: «El avance de España en políticas de igualdad», en Le Monde diplomatique en español, n.º 152, ISSN 1888-6434.
- 2007: «La paridad como derecho», en la revista Labrys, n.º 10. Ana de Miguel (coord.): Dossier España.
- 2002: «Réquiem de la mujer», introducción
- 1999: «El manifiesto de Séneca Falls» Còpia de fitxer a la Wayback Machine., en revista Leviatán, n.º 75. ISSN 0210-6337[23]
- 1997: introducción del libro La Biblia de la mujer, Cátedra.
- 1995: «La década del “tú mismo”», en revista Leviatán.
- 1994: «Los buenos sentimientos», en revista Deva.
- 1990: «El discurso del poder: la igualdad», en revista Leviatán, n.º 41, ISSN 0210-6337.

## Premis
- 2016: premi Comadre de Oro especial, otorgado por la Tertulia Feminista Les Comadres
- 2016: premi Escola de Pensament feminista "Amelia Valcárcel"[24]
- 2018: Premi Feminista de Honor en la XXI Edición de los Premios Mujeres Progresistas 2018, atorgat per la Federación de Mujeres Progresistas.[25]